# Любимов (Краснодарский край)
Любимов — хутор в Щербиновском районе Краснодарского края.
Входит в состав Екатериновского сельского поселения.

## География
Хутор расположен в 16 км к северу от административного центра поселения — села Екатериновка.

## Население
| 2002 | 2010 |
| ---- | ---- |
| 546  | ↘403 |

- пер. Степной,
- ул. Мира,
- ул. Нестеренко,
- ул. Спортивная,
- ул. Школьная.